# Jadwiga Strzałecka
Jadwiga Strzałecka, z d. Mańkowska herbu Zaręba (ur. 17 września 1903 w Rudkach, zm. 19 grudnia 1950 w Fontainebleau pod Paryżem) – polska pedagog.

## Życiorys
Córka wielkopolskich ziemian hrabiego Teodora Mańkowskiego i hrabiny Anny Kokoszka-Michałowskiej. W latach 1920/24 była postulantką i nowicjuszką Zgromadzenia Urszulanek. W 1935 roku poślubiła w Paryżu artystę Janusza Strzałeckiego, należącego do grupy paryskich przedstawicieli kapizmu. Po powrocie do kraju mieszkali u jej rodziców w Rudkach. Córka Elżbieta Strzałecka urodziła się w 1938 roku.
Jadwiga Strzałecka założyła 1938 roku w Zakopanem prewentorium dla dzieci zagrożonych gruźlicą. W czasie II wojny zarządzała na warszawskiej Sadybie domem dla sierot wojennych, podległym od 1941 roku Radzie Głównej Opiekuńczej. Mieścił się w jednopiętrowej kamienicy przy ulicy Morszyńskiej 45. Dzięki współpracy z Radą Pomocy Żydom (kryptonim „Żegota”) sierociniec stał się schronieniem dla wielu dzieci żydowskich, które stanowiły niemal połowę wychowanków. Jadwiga Strzałecka przyjmowała dzieci, w tym dzieci z warszawskiego getta, nie zważając na ich wygląd i ciągłe kontrole Niemców. W internacie ukrywali się również dorośli Żydzi, między innymi Anna Braude-Hellerowa, Stefan Samborski oraz działacze podziemia.
Po upadku powstania warszawskiego wraz z pracownikami i wychowankami domu została wypędzona z Warszawy. Po drodze do obozu przejściowego Dulag w Pruszkowie, udało im się odłączyć od tłumu wychodźców i ukryć przy drodze. Przedostali się do Poronina. Przy wsparciu krakowskiej „Żegoty” sierociniec działał tu do końca wojny.
Jak wspomina jedna z ocalonych, Janina Hescheles: „Od pierwszej chwili przekroczenia progu tego domu w Poroninie i zetknięciu się z jego kierowniczką – Jadwigą Strzałecką – został mi zwrócony status młodej dziewczynki, zostałam otoczona dobrocią, miłością i troską. Trzeba tu podkreślić, że tym ciepłym stosunkiem wszystkie dzieci w tym domu były traktowane. Było nas tam ponad pięćdziesiąt. Zostałam umieszczona w pokoju z nieco tylko młodszymi ode mnie. Były to wówczas ostatnie miesiące wojny. W codziennym życiu nie mieliśmy już z nią nic wspólnego. […] Bardzo często wracam wspomnieniami do pobytu w tym Domu Dziecka, jako do okresu, w którym zwrócono mi dzieciństwo, umożliwiono zagoić się psychicznym ranom i dano radość i entuzjazm do życia. Dziś z perspektywy czasu jestem pełna podziwu dla odwagi i przedsięwzięcia Jadwigi Strzałeckiej, Ziutki Rysińskiej, Wandy Wójcikowej i tych wszystkich Polaków, którzy w owych czasach dzień w dzień narażali własne życie. Nie wiem, czy my Żydzi, wobec tragedii innego narodu, zdolni bylibyśmy do tego samego poświecenia.”.
Po wojnie wyjechała do Francji,  zmarła na raka krtani 15 grudnia 1950 r. w Fontainebleau pod Paryżem.
Wraz mężem Januszem otrzymała 10 lipca 1973 r. (pośmiertnie) tytuł Sprawiedliwy wśród Narodów Świata.